# Fort de Bilt
Fort de Bilt, ook wel Fort op de Biltstraat genoemd is een van de verdedigingswerken van de Nieuwe Hollandse Waterlinie in de gemeente Utrecht. Het fort is gebouwd in de jaren 1816 - 1819 en diende voor het afsluiten van het acces van de Biltse straatweg, de weg tussen Utrecht en De Bilt.
De weg en de tramlijn tussen Utrecht en De Bilt liepen sinds de bouw van het fort via de zuidelijke zijde om het verdedigingswerk heen. Naarmate met de jaren het verkeer toenam werd dit smalle weggetje dat zich om het fort heen kronkelde een steeds groter obstakel voor het verkeer. In 1929 werd de Biltse straatweg uiteindelijk dwars door het fort heen getrokken, waardoor het fort in twee helften werd gesplitst. 
In de jaren 1848 - 1852 en 1875 - 1879 werd het fort gemoderniseerd. In de jaren 1930 zijn betonnen mitrailleurkazematten op het fort aangelegd.
Tijdens de mobilisatie in 1939 is door een aantal soldaten een Wilhelminaboom geplant. Deze boom is officieel gedoopt. Niet met champagne, die was even niet verkrijgbaar. In plaats daarvan met chocolademelk uit de kantine.
Tijdens de Tweede Wereldoorlog was Fort de Bilt door de bezetter in gebruik als executieplaats. In die periode zouden hier volgens de daar neergelegde naamstenen 139 verzetsstrijders zijn gefusilleerd. In 2022 bleek uit een artikel van historisch onderzoeker Jim Terlingen dat er echter veel fouten zijn gemaakt op deze herdenkingsstenen.
In 1949 werd het Herdenkingsmonument Fort de Bilt van Leo Jungblut geplaatst. Direct na de Tweede Wereldoorlog was het fort enige jaren een gevangenkamp voor NSB'ers en collaborateurs. Van 2017 tot 2022 werd op de noordelijke helft van het fort door ProDemos een educatief herinneringscentrum beheerd met een op jongeren gerichte interactieve tentoonstelling over tolerantie, oorlog en vrede en het verzet tijdens de Tweede Wereldoorlog. De noordelijke helft van het Fort is in 2022 weer overgedragen aan de gemeente Utrecht. De zuidelijke helft is nog in gebruik door de Koninklijke Marechaussee.
In de buurt van het fort zijn nog enige houten Kringenwetwoningen te vinden.

## Monumentenstatus
Het fort heeft een beschermde status als rijksmonument. Om precies te zijn, zijn er 23 onderdelen van het fort die zijn ingeschreven in het rijksmonumentenregister. Voor een overzicht, zie de Lijst van rijksmonumenten op Fort de Bilt.